# Crazy Cool
Crazy Cool – piosenka i drugi singel z trzeciego albumu amerykańskiej piosenkarki Pauli Abdul, zatytułowanego Head over Heels. Została napisana przez Petera Lorda, V. Jeffreya Smitha i Sandrę St. Vincent.

## Teledysk
Teledysk został zrealizowany przez Matthew Rolstona. W pierwszej wersji klipu pojawiła się scena, w której piosenkarka rozlewa na siebie piwo, jednocześnie jeżdżąc na mechanicznym byku. Stacja MTV zażądała jej usunięcia i pomimo tłumaczeń ze strony Abdul teledysk został ocenzurowany.

## Lista piosenek
Stany Zjednoczone – 12"
1. „Crazy Cool” – Bad Boy Bill House Mix (Full version) 6:03
2. „Crazy Cool” – Strike’ss Dub 6:41
3. „Crazy Cool” – Deep Dish’ss Crazy Cool Remix 11:28
4. „The Choice Is Yours” – Edit 3:56

Stany Zjednoczone – 5" CD Maxi
1. „Crazy Cool” – Single Remix Version 3:56
2. „Crazy Cool” – Jeep Mix 3:56
3. „The Choice Is Yours” – Edit 3:57
4. „Crazy Cool” – Urban Mix 4:05
5. „Crazy Cool” – Bad Boy Bill House Mix 3:47
6. „Crazy Coo”l – Deep Dish’ss Crazy Cool Edit 10:42

### Remiksy
- Single Remix Version 3:56
- Urban Mix 4:05
- Jeep Mix 3:56
- Strike’ss Dub 6:04
- Strike Vocal Mix 6:44
- Deep Dish’ss Crazy Cool Remix 11:28
- Bad Boy Bill House Mix 3:47
- Bad Boy Bill Dub 4:03
- Sharam Crazy Journey Mix 12:39
- Lp Version 4:43
- Deep Dish’ss Crazy Cool Edit 10:42

## Listy przebojów
| Lista (1995)                           | Najwyższa pozycja |
| -------------------------------------- | ----------------- |
| US Billboard Hot 100                   | 58                |
| US Billboard Hot Dance Music/Club Play | 13                |
| US Billboard Top 40 Rhythmic Singles   | 37                |
| US Billboard Top 40 Mainstream         | 26                |
| US Billboard Radio Songs               | 68                |
| Canadian Singles Chart                 | 16                |
| Australian Singles Chart ARIA          | 46                |
| LP3                                    | 44                |